# Bălești (okręg Gorj)
Bălești – wieś w Rumunii, w okręgu Gorj, w gminie Bălești. W 2011 roku liczyła 1812 mieszkańców.